# Albán Tudományos Akadémia
Az Albán Tudományos Akadémia (albán Akademia e Shkencave e Shqipërisë, szó szerint ’Tudományok Albániai Akadémiája’) Albánia 1972-ben alapított legmagasabb szintű tudományos testülete. A három – társadalomtudományi, természettudományi és műszaki tudományi – osztállyal létrehozott köztestület fő feladata az eredeti célkitűzések szerint az állami kutatóintézetek és -laboratóriumok tudományos munkájának szervezése és irányítása volt. A 2007–2008-as reform során a kutatóintézeti hálózat az állami egyetemek irányítása alá került, ezzel a két szakosztályra szűkült akadémia szerepe visszaesett, és elsősorban tudományszervezési feladatokat lát el (publikációs tevékenység segítése, konferenciák szervezése stb.).

## Története
Az 1912-ben függetlenségét elnyerő Albánia első állami tudományos intézete az 1942-ben létrehozott Albán Kutatások Intézete (Instituti i Studimevet Shqiptare) volt.
Az Albán Tudományos Akadémiát 1972. június 20-án alapították meg tizenhét rendes és öt levelező taggal. A testület első elnöke az albán történettudomány vezető egyénisége, Aleks Buda lett. A tagság főleg a tudományok, de kisebb részben a művészetek területén kiemelkedő eredményeket elért prominens személyek közül került ki. Az első korszak jelesebb akadémikusai voltak például Eqrem Çabej, Mahir Domi és Shaban Demiraj nyelvészek, Dhimitër Shuteriqi irodalomtörténész, Tish Daija zeneszerző. A tagságot három szakosztályra osztották úgy, hogy mindegyik szakosztály feladatául tűzték ki a saját kutatóintézeti hálózat szakmai irányítását, illetve a tudományos képzés szervezését:
- a társadalomtudományi osztály a Nyelvészeti és Irodalmi, a Történelmi, a Népművészeti, a Gazdaságtudományi Intézet, valamint a Régészeti Kutatóközpont munkáját irányította;
- a természettudományi osztály égisze alá rendelték az Atomfizikai, a Számítógép-tudományi Intézetet, valamint a Biológiai Kutatóközpontot;
- a műszaki tudományok osztálya a Hidrometeorológiai Intézet, a Szeizmológiai Központ és a Hidraulikai Kutatási Központ irányítását kapta feladatául.[4]

A kitűzött feladatok a korszellemnek megfelelően egyfelől az ország ipari fejlesztését tűzték ki, azaz előnyt élveztek a hidroenergetikai, geológiai, olaj- és bányamérnöki, gépészmérnöki kutatások, másfelől a nemzeti identitást voltak hivatva szolgálni etnogenetikai és illirológiai kutatásokon, a helyesírás egységesítésén stb. keresztül. 1975-ben 10 ezres állománnyal jött létre az akadémia könyvtára is, amely saját gyűjteményén kívül a tudományos intézetek könyvállománya mint tagkönyvtárak felett is rendelkezett. A 21. századra országosan az egyik legnagyobb könyvgyűjteménnyel rendelkező közintézmény lett.
Az 1980-as évekre az akadémiának már ötven ország ötszáz akadémiai és tudományos intézetével, könyvtárával volt kapcsolata, ezzel jelentősen hozzájárult a tudományos szempontból is elszigetelődött balkáni ország fokozatos bekapcsolódásához a világ vérkeringésébe. 1987-ben már tizenkét ország tudósai kaptak engedélyt az Albániába utazásra, 1989-től pedig az albán tudósok is egyre gyakrabban képviselhették hazájukat külföldön.
Története során több szervezeti változás érintette az Albán Tudományos Akadémiát, ezek közül a 2007/2008-as átszervezés érintette a legérzékenyebben. Ennek során a kutatásszervezési feladatokat elvették a testülettől, és a kutatóközpontok, egyetemek közvetlen hatáskörébe szervezték, ugyanakkor 2008 áprilisában megalapították az akadémiától független Albanológiai Központot. Ezekkel a lépésekkel az Albán Tudományos Akadémia funkciói jelentős részét elveszítette, és napjainkra funkciói jobbára formálisak. Az akadémia és általánosságban is az albán tudományosság tekintélyére nézve további jelentős veszteséggel jár a nagy arányú „agyelszívás”, a fiatal kutatók hiánya.

## Szervezeti felépítése és tevékenysége
A 2007-es átszervezés óta az Albán Tudományos Akadémia két nagyobb szervezeti egységgel rendelkezik: a Társadalomtudományi és Albanológiai, valamint a Természettudományi és Műszaki Osztállyal. Az osztályok feladata a közvetlen tudományszervezés helyett mára az országban folyó kutatások követése és segítése, konferenciák, szimpóziumok szervezése. Mindkét osztály munkáját szakmai bizottságok segítik, amelyeknek nem csupán akadémikusok, de külsős szakemberek is a tagjai lehetnek. Ezenkívül az akadémia mindkét osztálya aktívan segíti a tudományos publikációs tevékenységet, saját szakfolyóiratok (Studia Albanica, JNTS stb.) mellett tanulmánykötetek megjelentetésével, továbbá kiterjedt nemzetközi kapcsolatokat ápol más nemzetek tudományos testületeivel és intézeteivel.

## Az Albán Tudományos Akadémia elnökei
| Elnök            | Évek      | Szakterület                        |
| ---------------- | --------- | ---------------------------------- |
| Aleks Buda       | 1972–1993 | történettudomány, irodalomtörténet |
| Shaban Demiraj   | 1993–1997 | nyelvészet                         |
| Ylli Popa        | 1997–2008 | orvostudomány                      |
| Teki Biçoku      | 2008–2009 | geológia                           |
| Gudar Beqiraj    | 2009–2013 | matematika, informatika            |
| Muzafer Korkuti  | 2014–2017 | régészet                           |
| Gudar Beqiraj    | 2017–2019 | matematika, informatika            |
| Skënder Gjinushi | 2019–     | matematika                         |

## Az akadémiai tagság
Az Albán Tudományos Akadémia közgyűlésének tagsága örökös tagokból (anëtarë të përhershëm), rendes tagokból (anëtarë të rregullt) és levelező tagokból (anëtarë të asociuar) áll. 2019 márciusában a testületnek 2 örökös, 28 rendes és 5 levelező tagja volt. Mellettük a testület külső tagokat is választhat, akik az albán tudományosság fejlesztése vagy Albánia tudományos megismertetése területén végzett munkásságukért érdemelhetik ki a címet.
| Az Albán Tudományos Akadémia örökös tagjai | Az Albán Tudományos Akadémia örökös tagjai | Az Albán Tudományos Akadémia örökös tagjai | Az Albán Tudományos Akadémia örökös tagjai |
| Tag                                        | Osztály                                    | Tagság éve                                 | Szakterület                                |
| ------------------------------------------ | ------------------------------------------ | ------------------------------------------ | ------------------------------------------ |
| Elezi, Besim (1935–)                       | természet- és műszaki tudományi            | 2010                                       | orvostudomány                              |
| Korkuti, Muzafer (1936–)                   | társadalomtudományi                        | 2008                                       | régészet                                   |

| Az Albán Tudományos Akadémia rendes tagjai | Az Albán Tudományos Akadémia rendes tagjai | Az Albán Tudományos Akadémia rendes tagjai                        | Az Albán Tudományos Akadémia rendes tagjai |
| Tag                                        | Osztály                                    | Tagság éve                                                        | Szakterület                                |
| ------------------------------------------ | ------------------------------------------ | ----------------------------------------------------------------- | ------------------------------------------ |
| Anastasi, Aurela (1965–)                   | társadalomtudományi                        | 2017                                                              | jogtudomány                                |
| Angjeli, Anastas (1956–)                   | társadalomtudományi                        | 2012                                                              | közgazdaság                                |
| Baçe, Apollon (1943–)                      | társadalomtudományi                        | 2008                                                              | régészet                                   |
| Barjaba, Kosta (1960–)                     | társadalomtudományi                        | 2017                                                              | szociológia                                |
| Beqiraj, Gudar (1948–2020)                 | természet- és műszaki tudományi            | 2003                                                              | matematika, informatika                    |
| Bushati, Salvator (1949–)                  | természet- és műszaki tudományi            | 2009                                                              | geofizika                                  |
| Dado, Floresha (1947–)                     | társadalomtudományi                        | 2008 Archiválva 2019. április 19-i dátummal a Wayback Machine-ben | irodalomtudomány                           |
| Doja, Albert (1957–)                       | társadalomtudományi                        | 2008                                                              | szociálantropológia                        |
| Frashëri, Neki (1952–)                     | természet- és műszaki tudományi            | 2008 Archiválva 2019. április 19-i dátummal a Wayback Machine-ben | matematika, informatika                    |
| Fuga, Artan (1954–)                        | társadalomtudományi                        | 2008                                                              | szociológia                                |
| Gjinushi, Skënder (1949–)                  | természet- és műszaki tudományi            | Archiválva 2021. október 27-i dátummal a Wayback Machine-ben      | matematika                                 |
| Gruda, Nazim (1957–)                       | természet- és műszaki tudományi            | 2012                                                              | mezőgazdaság                               |
| Kaçani, Jorgaq (1952–)                     | természet- és műszaki tudományi            | 2008                                                              | gépészet                                   |
| Kastrati, Adnan (1955–)                    | természet- és műszaki tudományi            | 2009                                                              | orvostudomány                              |
| Kondili, Anesti (1943–)                    | természet- és műszaki tudományi            | 2017                                                              | orvostudomány                              |
| Kongjika, Efigjeni (1946–)                 | természet- és műszaki tudományi            | 2017                                                              | biológia                                   |
| Kongoli, Fatos (1944–)                     | társadalomtudományi                        | 2008 Archiválva 2019. április 19-i dátummal a Wayback Machine-ben | szépirodalom                               |
| Meidani, Rexhep (1944–)                    | természet- és műszaki tudományi            | 2003                                                              | fizika                                     |
| Mërkoçi, Arben (1961–)                     | természet- és műszaki tudományi            | 2008                                                              | kémia                                      |
| Meta, Beqir (1957–)                        | társadalomtudományi                        | 2008                                                              | történettudomány                           |
| Petro, Petraq (1944–)                      | természet- és műszaki tudományi            | 2011                                                              | matematika                                 |
| Pinguli, Edmond (1948–)                    | természet- és műszaki tudományi            | 2011                                                              | építészet                                  |
| Resuli, Bashkim (1943–)                    | természet- és műszaki tudományi            | 2008                                                              | orvostudomány                              |
| Spahiu, Shevahir (1945–)                   | társadalomtudományi                        | 2008                                                              | szépirodalom                               |
| Tole, Vasil S. (1963–)                     | társadalomtudományi                        | 2008                                                              | zenetudomány                               |
| Vangjeli, Jani (1945–)                     | természet- és műszaki tudományi            | 2008                                                              | biológia                                   |
| Verli, Marenglen (1951–)                   | társadalomtudományi                        | 2009                                                              | történettudomány                           |
| Vila, Floran (1942–)                       | természet- és műszaki tudományi            | 2008                                                              | fizika                                     |

| Az Albán Tudományos Akadémia levelező tagjai | Az Albán Tudományos Akadémia levelező tagjai | Az Albán Tudományos Akadémia levelező tagjai | Az Albán Tudományos Akadémia levelező tagjai |
| Tag                                          | Osztály                                      | Tagság éve                                   | Szakterület                                  |
| -------------------------------------------- | -------------------------------------------- | -------------------------------------------- | -------------------------------------------- |
| Durrësi, Arjan                               | természet- és műszaki tudományi              | 2007                                         | informatika                                  |
| Malollari, Ilirian (1956–)                   | természet- és műszaki tudományi              | 2009                                         | kémia                                        |
| Shkurtaj, Gjovalin (1943–)                   | társadalomtudományi                          | 2011                                         | nyelvtudomány                                |
| Sinani, Shaban (1958–)                       | társadalomtudományi                          | 2017                                         | kultúrantropológia                           |
| Thereska, Nestor (1947–)                     | természet- és műszaki tudományi              | 2008                                         | orvostudomány                                |